# Holopogon japonicus
Holopogon japonicus là một loài ruồi trong họ Asilidae. Holopogon japonicus được Nagatomi miêu tả năm 1983. Loài này phân bố ở vùng Cổ Bắc giới và châu Á.